# Кійслі
Кі́йслі (ест. Kiisli küla) — село в Естонії, у волості Сааре повіту Йиґевамаа.

## Населення
Чисельність населення на 31 грудня 2011 року становила 17 осіб.

## Географія
Село Кійслі розташоване на відстані приблизно 8 км на схід від волосного центру Кяепи.
Дістатися села можна автошляхом 106 (Ранна — Кяепа).
Поблизу села тече річка Гааваківі (ест. Haavakivi jõgi).